# Elitedivisionen 2017-18
Elitedivisionen eller 3F Ligaen 2017-18 er den 46. sæson af kvindernes topliga i fodbold i Danmark. Brøndby IF er forsvarende mestre.

## Hold
| Region      | Hold             | By       | Stadion               | Kapacitet |
| ----------- | ---------------- | -------- | --------------------- | --------- |
| Hovedstaden | Brøndby IF       | Brøndby  | Brøndby Stadion       | 29.000    |
| Hovedstaden | BSF Skovlunde    | Ballerup | Ballerup Idrætspark   | 4.000     |
| Syddanmark  | Kolding Q        | Kolding  | Mosevej Sportsplads   | 1.500     |
| Syddanmark  | Odense BK        | Odense   | Odense Atletikstadion | 8.000     |
| Syddanmark  | Vejle BK         | Vejle    | VB Parken Græs        | 1.000     |
| Syddanmark  | Varde IF         | Varde    | Sydbank Stadion       | 4.000     |
| Midtjylland | VSK Aarhus       | Aarhus   | Vejlby Stadion        | 5.200     |
| Nordjylland | Fortuna Hjørring | Hjørring | Hjørring Stadion      | 7.500     |

## Indledende runde
Holdene spiller mod hinanden to gange. Teams play each other twice. Top seks går videre til mesterskabsrunden.
| Pos | Hold                       | K  | V  | U | T  | M+ | M- | MF  | P  | Kvalifikation    |
| --- | -------------------------- | -- | -- | - | -- | -- | -- | --- | -- | ---------------- |
| 1   | Fortuna Hjørring           | 14 | 13 | 0 | 1  | 58 | 7  | +51 | 39 | Mesterskabsrunde |
| 2   | Brøndby IF                 | 14 | 11 | 2 | 1  | 52 | 13 | +39 | 35 | Mesterskabsrunde |
| 3   | Ballerup-Skovlunde Fodbold | 14 | 9  | 0 | 5  | 27 | 24 | +3  | 27 | Mesterskabsrunde |
| 4   | KoldingQ                   | 14 | 6  | 4 | 4  | 32 | 20 | +12 | 22 | Mesterskabsrunde |
| 5   | VSK Aarhus                 | 14 | 7  | 1 | 6  | 30 | 29 | +1  | 22 | Mesterskabsrunde |
| 6   | Odense Q                   | 14 | 2  | 1 | 11 | 19 | 39 | −20 | 7  | Mesterskabsrunde |
| 7   | Vejle Boldklub             | 14 | 1  | 4 | 9  | 11 | 37 | −26 | 7  | Nedrykningrunde  |
| 8   | Varde IF                   | 14 | 0  | 2 | 12 | 7  | 66 | −59 | 2  | Nedrykningrunde  |

## Topscorere
Oversigten er opdateret til og med 18. december 2017.
| Nr. | Spiller            | Klub                       | Mål |
| --- | ------------------ | -------------------------- | --- |
| 1   | Signe Bruun        | Fortuna Hjørring           | 14  |
| 2   | Signe Andersen     | VSK Aarhus                 | 12  |
| 3   | Stine Larsen       | Brøndby IF                 | 11  |
| 3   | Amalie Thestrup    | Ballerup-Skovlunde Fodbold | 11  |
| 5   | Nanna Christiansen | Brøndby IF                 | 9   |
| 6   | Lotte Troelsgaard  | KoldingQ                   | 8   |
| 7   | Tamires            | Fortuna Hjørring           | 7   |
| 7   | Olga Ahtinen       | Brøndby IF                 | 7   |
| 7   | Maria Hovmark      | Brøndby IF                 | 7   |
| 10  | Agnete Nielsen     | Fortuna Hjørring           | 6   |
| 10  | Nevena Damjanović  | Fortuna Hjørring           | 6   |